# Santa Compaña

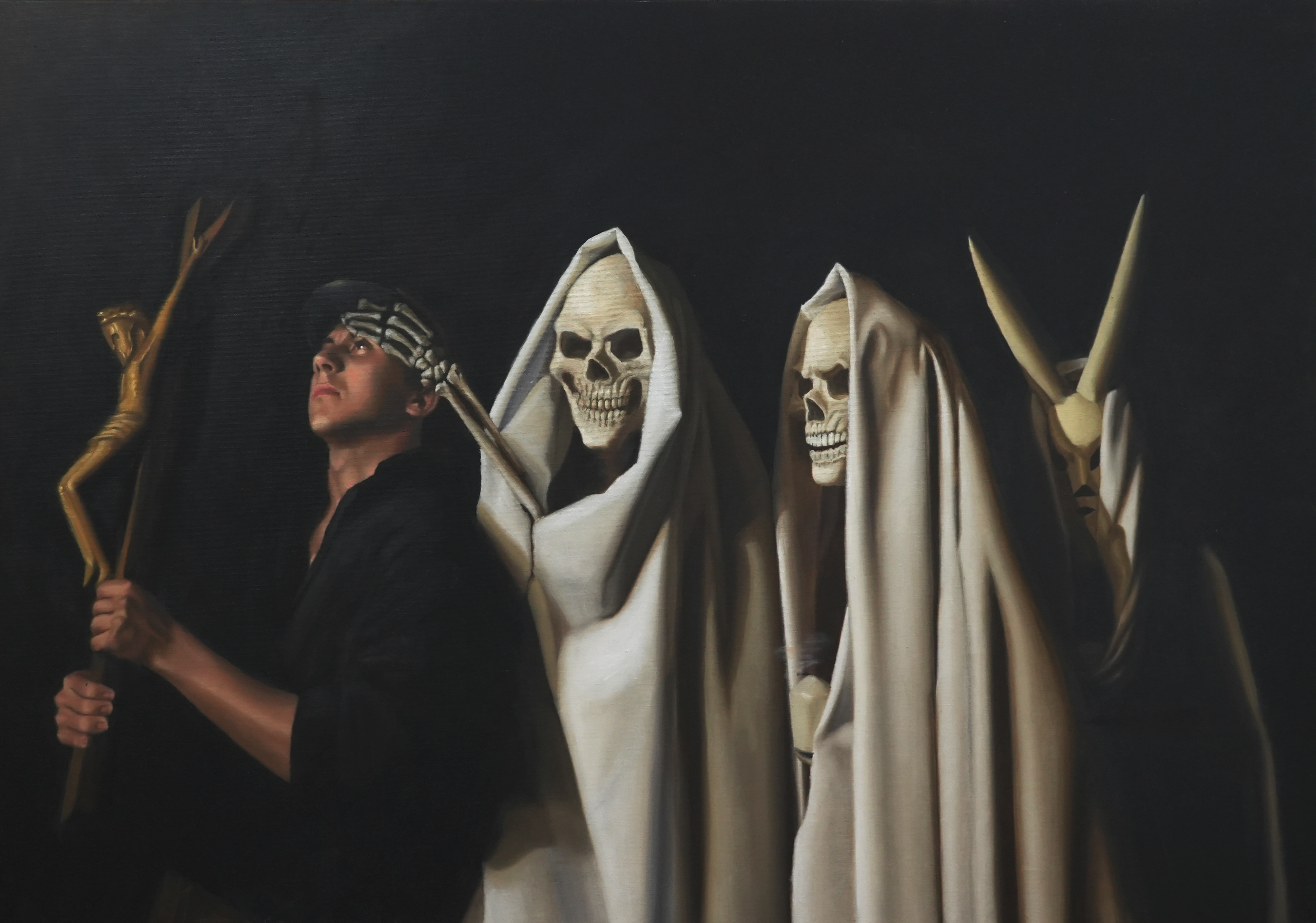
Santa Compaña

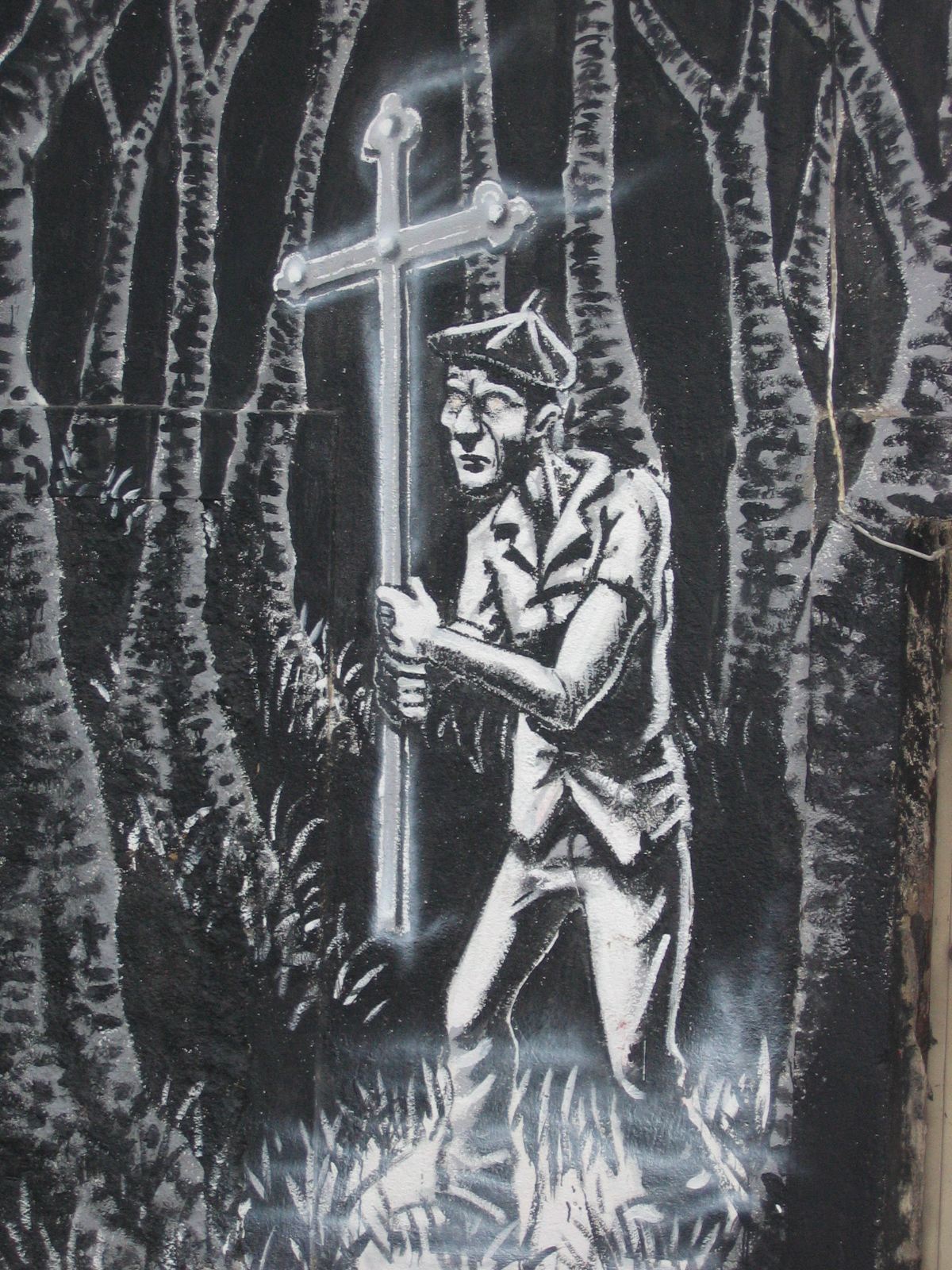
Santa Compaña

La Santa Compaña es una leyenda popular de Galicia y el noroeste de la península ibérica, sobre una procesión de ánimas. Esta misma leyenda, con variantes, está también presente en la mitología asturiana (donde es conocida como la Güestia), en las provincias de Zamora, León, Salamanca y Extremadura, norte de Portugal, y por extensión a toda su frontera con España, es muy conocida así en los lindes con Huelva, sobre todo en Ayamonte, Villablanca y toda la ribera del Guadiana, también en otras zonas de Castilla, bajo la denominación de Estantigua, incluso en las provincias de Málaga, Granada y Almería.
Según los escritores Xoán R. Cuba, Antonio Reigosa y Xosé Miranda, "la denominación de Santa Compaña es errónea, pese a su fortuna en la literatura, pues la Compaña podrá ser muchas cosas, pero santa, desde luego, no".[cita requerida] Solo se la llamaría "santa" como acto apotropaico de defensa supersticiosa y en realidad se trataría de una leyenda pagana antigua que luego fue superficialmente cristianizada. 
Algunos de los elementos concurrentes en el mito parecen provenir de la Cacería salvaje o Mesnie Hellequin, un mito de origen germánico muy difundido por toda Europa.

## Elementos de la leyenda

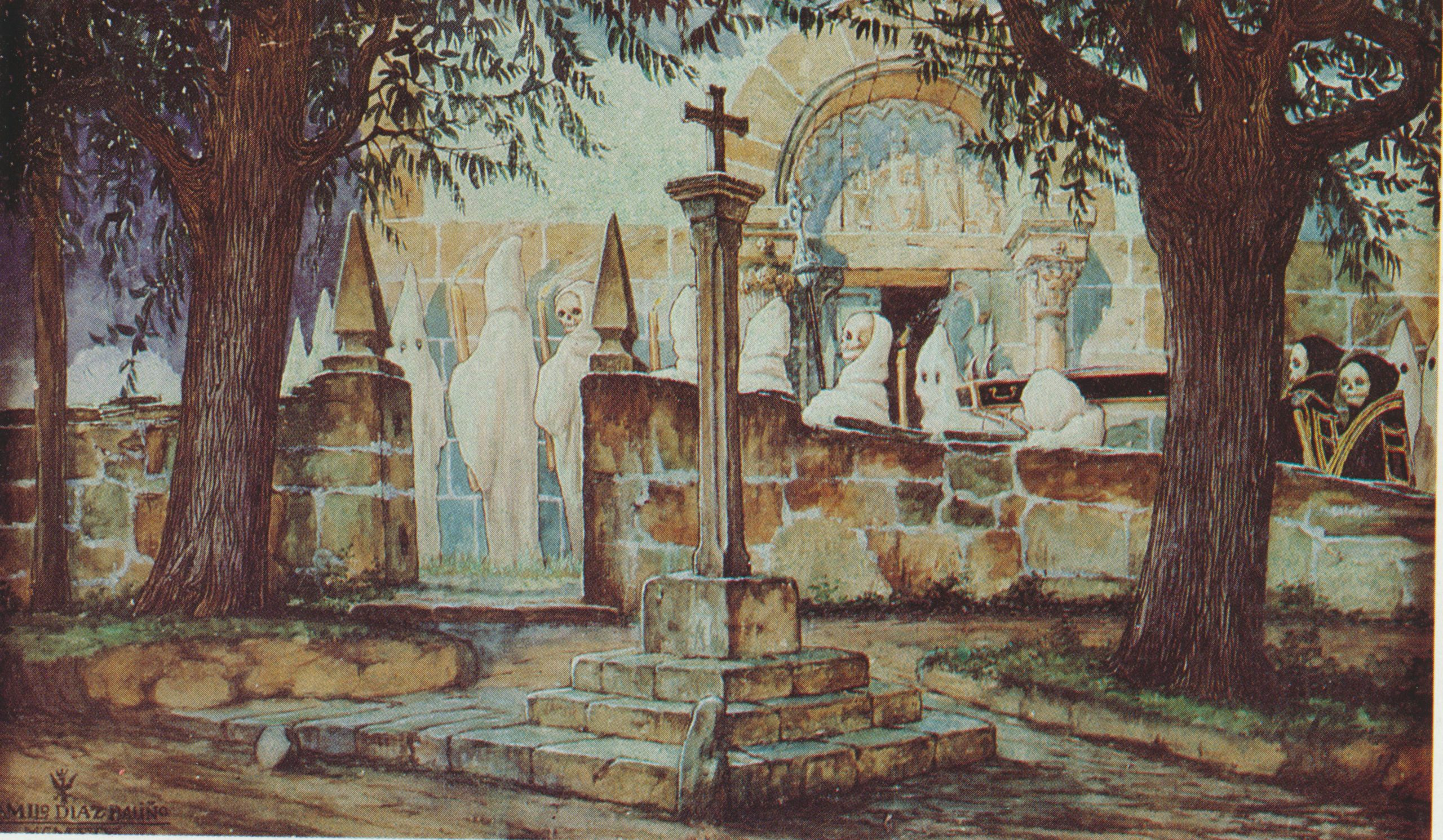
La Santa Compaña, acuarela sobre papel.

Quizá la descripción clásica de la Compaña es la que hizo el folclorista Xesús Rodríguez López:

La compaña es la reunión de almas del Purgatorio para un fin determinado. A las doce de la noche se levantan los difuntos, salen en procesión por la puerta principal, una persona viva va delante con la cruz y el caldero de agua bendita, y no puede, bajo ningún pretexto, volver la cabeza. Cada difunto lleva una luz que no se ve, pero se percibe claramente el olor de la cera que arde. La comitiva tampoco se ve, pero se percibe el airecillo que produce su paso. El desgraciado director solo puede dispensarse de tan tétrico cometido encontrando a otra persona y entregándole la cruz y el caldero, antes de que haga un círculo en la tierra, con lo cual queda libre de dirigir la compaña.
Xesús Rodríguez López, Supersticiones de Galicia (1895)

Aunque el aspecto de la Compaña varía según la tradición de diferentes zonas, la versión más extendida afirma que está formado por una comitiva de almas en pena vestidas con túnicas negras con capucha que vagan durante la noche.
Esta procesión de ánimas forma dos hileras, van envueltas en sudarios y con los pies descalzos. Cada fantasma lleva una vela encendida y su paso deja un olor a cera en el aire. Al frente de esta compañía fantasmal se encuentra un espectro mayor llamado Estadea.
La procesión va encabezada por un vivo (mortal) portando una cruz y un caldero de agua bendita seguido por las ánimas con velas encendidas, no siempre visibles, percibiéndose su presencia en el olor a cera y el viento que se levanta a su paso. 
Esta persona viva que precede a la procesión puede ser hombre o mujer, dependiendo de si el patrón de la parroquia es un santo o una santa. También se cree que quien realiza esa "función" no recuerda durante el día lo ocurrido en el transcurso de la noche, y únicamente se podrá reconocer a las personas penadas con este castigo por su extremada delgadez y palidez. Cada noche su luz será más intensa y cada día su palidez irá en aumento. No les permiten descansar ninguna noche, por lo que su salud se va debilitando hasta enfermar sin que nadie sepa las causas de tan misterioso mal. De esta forma, están condenados a vagar noche tras noche hasta que mueran u otro incauto sea sorprendido (al cual el que encabeza la procesión le deberá pasar la cruz que porta). 
Caminan emitiendo rezos (casi siempre un rosario), cánticos fúnebres y tocando una pequeña campanilla, y a su paso cesa previamente todo ruido de animales en el bosque: solo se escuchan unas campanas. Los perros anuncian la llegada de la Santa Compaña aullando en forma desmedida y los gatos huyen despavoridos, realmente asustados. 
Se dice que no todos los mortales cuentan con la facultad de contemplar la "Compaña". 
Elisardo Becoña Iglesias, en su obra La Santa Compaña, el Urco y los Muertos explica que según la tradición tan solo ciertos "dotados" poseen la facultad de verla: solo los niños a quienes el sacerdote, por error, ha bautizado usando óleo de los difuntos poseen de adultos la facultad de ver la aparición.
Para librarse de la maldición de sumarse a la peregrinación de la Santa Compaña debe dibujarse en el suelo un círculo y entrar en él o bien acostarse boca abajo, o llevar una cruz encima, rezar sin escuchar los cánticos de la Santa Compaña o bien (en última instancia) salir corriendo.

## Variantes
Aunque todas las versiones de la leyenda coinciden en considerarla anunciadora de muerte, como en el caso de la Banshee céltica irlandesa, hay distintas variantes.
En la mayoría realiza sus apariciones de noche, pero en algunos casos se habla de salidas diurnas. Juan Cuveiro Piñol, en su Diccionario Gallego (1876), sustituye los aparecidos por meigas (brujas gallegas) y escribe:

Compaña: entre o vulgo, creída hoste ou procesión de meigas que andan de noite alumeadas con ósos de mortos, chamando ás portas para que as acompañen, ós que desexan que morran axiña...

En otras versiones se cuenta que la luctuosa procesión transporta un ataúd con una persona en su interior, que sufre una maldición, siendo su cuerpo astral el que yace en el mismo.
Se pueden aparecer en diferentes lugares, pero predominan en las encrucijadas y hay fechas concretas en las que se dice se registra una mayor incidencia de apariciones. Por ejemplo, la noche de todos los Santos (entre el 31 de octubre y el 1 de noviembre) o la noche de San Juan (24 de junio).

### En la tradición castellana. LaEstantigua
La Estantigua o "Hueste antigua" es citada por el clérigo Gonzalo de Berceo en el vigesimoquinto y último de sus Milagros de Nuestra Señora, que tiene por protagonista a un popular personaje de la Edad Media (en España, por ejemplo, cita su historia Alfonso X el Sabio en las Cantigas de Santa María, III), Teófilo el Penitente, un clérigo despechado que recurre a un judío amigo de hechicerías ("sabía él cosa mala, toda alevosía, / ca con la uest antigua avía su cofradía"). Este judío le aconsejó que, para conseguir el puesto que se le había negado, llamara a su puerta de noche, donde la procesión ("gente ya aquedada") le estaba esperando. Allí vio
A poco de hora, venir muy grandes gentes / con ciriales en manos e con cirios ardientes / con su rey emedio, feos e non luzientes (779)
El judío le advirtió que no se santiguara. Ese rey era el demonio, que le hizo firmar un pacto a cambio de su alma. Pierde su sombra y adquiere una palidez mortal. Pero su arrepentimiento y la intercesión de la Virgen lo libran del Infierno. Ya en el siglo XVII, La pícara Justina (1605), alude al mito:
A lo mejor de mi miradura entró gran tropa de canónigos vestidos de blanco, las camisas sobre el sayo, que iban entrando al coro por diferentes puertas; yo, como era la primera vez que vi cosa semejante, pensé que era la hueste...
Sin mencionarla expresamente, Miguel de Cervantes parece evocarla en el episodio del cuerpo muerto (Quijote, I, 19). Un bachiller y once frailes acompañan de noche el ataúd de un fallecido desde Baeza a Segovia llevando hachas (cirios grandes), y son confundidos con fantasmas por los protagonistas. Se deshace el equívoco, y exclama Don Quijote:
El daño estuvo, señor bachiller Alonso López, en venir, como veníades, de noche, vestidos con aquellas sobrepellices, con las hachas encendidas, rezando, cubiertos de luto, que propiamente semejábades cosa mala y del otro mundo; y así, yo no pude dejar de cumplir con mi obligación acometiéndoos, y os acometiera aunque verdaderamente supiera que érades los mesmos satanases del infierno, que por tales os juzgué y tuve siempre...
La Estantigua se transformó poco a poco, sin embargo, en un término genérico para designar a la aparición nocturna de un fantasma, y así lo recogen lexicógrafos como Sebastián de Covarrubias y otros autores. Francisco de Quevedo, por ejemplo, llama Estantigua a un personaje misterioso, que cubre su cara con la capa y va vestido de luto (Buscón, III, 1).

### En la mitología asturiana. LaGüestia
En Asturias se denomina la Güestia, y se alude a ella también con la denominación apotropaica (elusiva de mal) bona xente o "buena gente". 
Consiste en una procesión de personas encapuchadas que se acerca a la casa de un enfermo moribundo y, tras dar tres vueltas en torno a ella, el enfermo muere. Normalmente se trata de aparecidos que conoce el moribundo, por lo que parece emparentarse con la leyenda celta de la banshee irlandesa. 
Se dice que van exclamando: "Andai de día que la nuechi ye mía" ("Andad de día, que la noche es mía"). Y se cuenta el relato de una mujer que salió de su casa por castañas, pensando que ya era de día, y un miembro de la procesión le dijo que era su padrino, entonces ya muerto, le tendió la vela encendida, la cogió y, al cabo de unos días, enfermó y murió.

### En la tradición extremeña.Corteju de Genti de Muerti
En Las Hurdes (Extremadura) aparece un Corteju de Genti de Muerti, compuesto por dos jinetes fantasmales que causan de madrugada el pánico por los pueblos, ya que quien los ve puede resultar muerto.

### En el antiguo reino de León.La Estadea y la Hueste de Ánimas
En Zamora se la denomina La Estadea y es una mujer que vaga por los caminos y los cementerios. No tiene rostro y huele a la humedad de los sepulcros. Sólo se aparece a aquel que va a morir. 
En León se la llama La hueste de ánimas.
Ya en el siglo XVII, La pícara Justina (1605) alude al mito:
"A lo mejor de mi miradura entró gran tropa de canónigos vestidos de blanco, las camisas sobre el sayo, que iban entrando al coro por diferentes puertas; yo, como era la primera vez que vi cosa semejante, pensé que era la hueste..."
La primera referencia a este tema en la región leonesa se encuentra en el Auto de los Desposorios de Moysen, escrita en Salamanca alrededor de 1570, que la denomina güeste.

### En la ribera del Guadiana a su paso porHuelva
En la ciudad de Ayamonte la tradición habla de una procesión de almas en pena, que vagan por las calles una madrugada al mes. La procesión va precedida de una llamante que es el único que es visible para el resto de las personas, y alerta con su vestimenta, sus rezos y portando un inciensario al resto de los mortales de que la santa compaña se acerca. Ésta va formada por una serie de almas en pena, algunas de las cuales cumplen algún tipo de penitencia por sus pecados. Esta procesión de almas no es visible pero si se oyen sus lamentos y se huelen sus velas y cirios. Cuando alguien desaparecía en la zona de Ayamonte, se decía que se lo había llevado la Santa Compaña. De esta se podía salir solo si se había cumplido la pena o "engañando" a algún pecador; si un alma en pena encontraba a un pecador durante la procesión, se le hacía visible y podía convencerlo de que le sostuviera la vela o el cirio, si conseguía convencerlo este ocupaba su lugar y el alma en pena quedaba libre. La única forma de librarse era no salir de casa, o si se estaba en la calle entrar en un lugar santo, como una iglesia, cementerio o convento.

### En el reino de Granada. La Procesión de los Muertos
En Fonelas aparece un cortejo muy similar al de la Santa Compaña. Se habla de un cortejo de almas errantes, las cuales cruzan la GR-5103 para descender por la "Cuesta de las Ánimas". Los vecinos evitan transitar por esa cuesta, y si lo tuvieran que hacer, siempre cabizbajo y sin frenar el coche. Otros aseguran que donde hay más posibilidades de observarla es en el "Puente de los Enamorados".
En Motril también se pueden encontrar vestigios de esta leyenda. Según se sabe, en el día 1 de noviembre la comitiva iniciaba su espectral procesión desde la ermita de la Aurora hasta el antiguo cementerio local. Los pobladores, iluminaban las calles con lamparillas de aceite para que la procesión no se detuviera.
En Adra  se le conoce como la procesión de las Ánimas Benditas del Purgatorio. Estas salen desde la ermita de la Rambla de las Cruces para recorrer las principales calles del pueblo.
En Torrox se aparece una procesión compuesta por las almas de los moros y cristianos, que allí dejaron su vida durante la reconquista. Esta procesión comienza en el "Puente de las Ánimas" y llega hasta el querido convento de la Virgen de las Nieves.

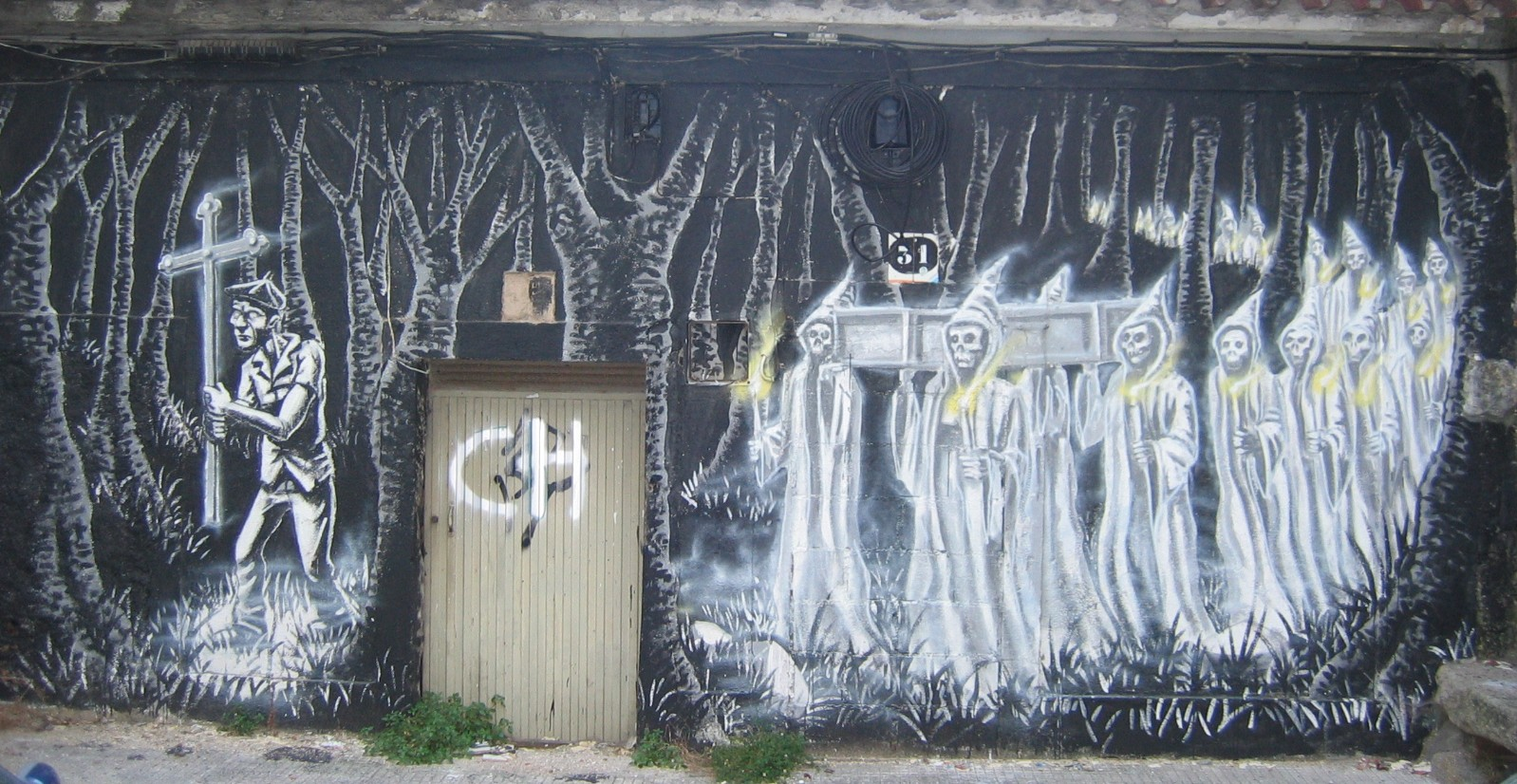
Grafiti de la Santa Compaña en Pontevedra

## Propósito
Las numerosas leyendas sobre esta peregrinación de aparecidos errantes y sufrientes cuentan que se aparecen en los caminos próximos a camposantos, en busca de algo o de alguien, siempre por un motivo, por lo cual son signo de desastre o maldición. Estos motivos pueden ser:
- Para reclamar el alma de alguien que morirá pronto. Cuenta la leyenda que quien recibe la visita de la Compaña morirá en el plazo de un año.
- Para reprochar a los vivos faltas o errores cometidos. Si la falta es especialmente grave, el mortal que la ha cometido podría recibir la visita de la Compaña para que la encabece, condenándolo así a vagar hasta que otro mortal le reemplace.
- Para anunciar la muerte de un conocido del que presencia la procesión.
- Para cumplir una pena impuesta por alguna autoridad del más allá.

## Rituales defensivos
Contar la leyenda supone también una protección contra esta procesión de no muertos; si se manifestara en presencia de alguien, existen una serie de rituales defensivos:
- Abrir los brazos en cruz y pronunciar Jesucristo cuando le vayan a dar la cruz.
- Responder "Cruz ya tengo" cuando el vivo que lleve la cruz intente dar la cruz, diciendo "te toca a ti" o "toma tú".
- Llevar los brazos cruzados.
- Llevar las dos manos ocupadas, con una piedra, un palo, etcétera.
- Cuenta la leyenda que la Santa Compaña no tendrá el poder de capturar el alma del mortal que se cruza con ella si este se halla en los peldaños de algún crucero de los situados en los cruces de caminos o si porta una cruz consigo y logra esgrimirla a tiempo.
- Dibujar con tiza un círculo en el suelo y meterse dentro mientras la Santa Compaña pasa.

## La misa de ánimas
Una misa de ánimas es, por lo general, cualquier misa oficiada por las almas del Purgatorio, bien en honor a todas, bien en honor a los difuntos de una familia en concreto, que después del oficio conforman la Compaña.
En España, sobre todo en Galicia, se recogen numerosas leyendas en torno a esta macabra procesión. Algunas de ellas están recogidas en el Diccionario de los seres míticos gallegos. Cuenta una de ellas que esta misa se celebra de noche en la iglesia parroquial (suele ser los domingos por la tarde), a la que asisten las ánimas de los finados de la parroquia que están penando en el Purgatorio: 

Oficia la misa el ánima de un antiguo clérigo en la parroquia, puede que ni recordado por los vivos. La principal condición para que pueda celebrarse esta misa es que asista a ella un vivo, pues si no no tiene validez. El vivo, sin saber qué puede ocurrir, se acerca a la iglesia porque la ve iluminada de noche y con gente dentro, oye algún ruido o siente algo extraño que le hace mirar qué pasa. Al finalizar la ceremonia, las ánimas desaparecen como por arte de encanto, se apagan las luces, se cierra la puerta de la iglesia y el vivo en muchos casos se queda solo dentro y hay veces que hasta es tomado por ladrón cuando lo descubren al otro día...

## En la cultura popular
- En una historieta de El Jueves, Ortega y Pacheco se unieron a la Santa Compaña para evitar escuchar las canciones que Juan Pardo cantaba en medio del bosque.
- De la misma forma, en el cómic Iberia Inc. (editado por Planeta), los autores Rafael Marín y Rafa Fonteriz hacen aparecer una Santa Compaña formada por personajes clásicos del tebeo español en una página doble.
- En la película de 1980 El liguero mágico, dirigida por Mariano Ozores, se cuenta la leyenda de la Santa Compaña y, para evitar que los personajes de Andrés Pajares y Adriana Vega huyan, los sirvientes de la mansión se disfrazan de la Santa Compaña.
- En la película de 1987 El bosque animado, dirigida por José Luis Cuerda e inspirada en el libro homónimo de Wenceslao Fernández Flórez, Malvís, el personaje de Alfredo Landa, convence al alma en pena Fiz de Cotovelo, interpretada por Miguel Rellán, de que se una a la Santa Compaña, que va camino del mar, para así cumplir su sueño de visitar Cuba.
- En la película de animación O Apóstolo (F. Cortizo, 2012), la Santa Compaña juega un papel muy importante.
- A Estadea (cortometraje gallego de Pablo Cacheda) gira en torno a la leyenda. El cortometraje se puede ver aquí.
- Golpes Bajos, grupo vigués, puntero en la Movida madrileña y constituido, entre otros, por Germán Coppini y Teo Cardalda, editan en Nuevos Temas una canción cuyo título es "Santa Compaña", donde se describen imágenes de la procesión.
- El grupo orensano Los Suaves tiene un álbum llamado Santa Compaña donde se incluye un tema del mismo nombre.
- La agrupación española de metal céltico Mägo de Oz incluye en su disco Finisterra el tema "La Santa Compaña", inspirado en el mito.
- La banda española de heavy metal Vendaval también incluye en su disco Mi otra mitad el tema "Santa Compaña".
- Wenceslao Fernández Flórez utiliza el mito en su novela El bosque animado (1943), donde presenta una visión idílica y mítica de Galicia y sus leyendas.
- El grupo asturiano de punk, ska y folk Spanta la Xente cuenta con una canción titulada "Güestia".
- El grupo asturiano Montañas tiene una canción titulada "La Güestia".
- El programa uruguayo Voces anónimas, conducido por Guillermo Lockhart, dedica, en su segunda temporada, uno de sus episodios a la Santa Compaña.
- En 2018, RTVE lanzó El punto frío, una serie basada en la Santa Compaña
- El relato “Hoste de Mortos” de Conde de San Xoan hace un repaso de las tradiciones en torno a la Santa Compaña en las aldeas gallegas.